# Puits et niche du Lion
Le puits et la niche du Lion sont situés place principale, à Lanvaudan dans le Morbihan.

## Historique
Le Puits et la niche du Lion font l’objet d’une inscription au titre des monuments historiques depuis le 20 mars 1934.

## Architecture
Le puits est à margelle ronde. Il présente des visages sculptées sur les montants.
Une niche à chien est adossée à la façade de la chaumière. Elle est surmontée d'un lion sculpté qui semble monter la garde.

## Photos

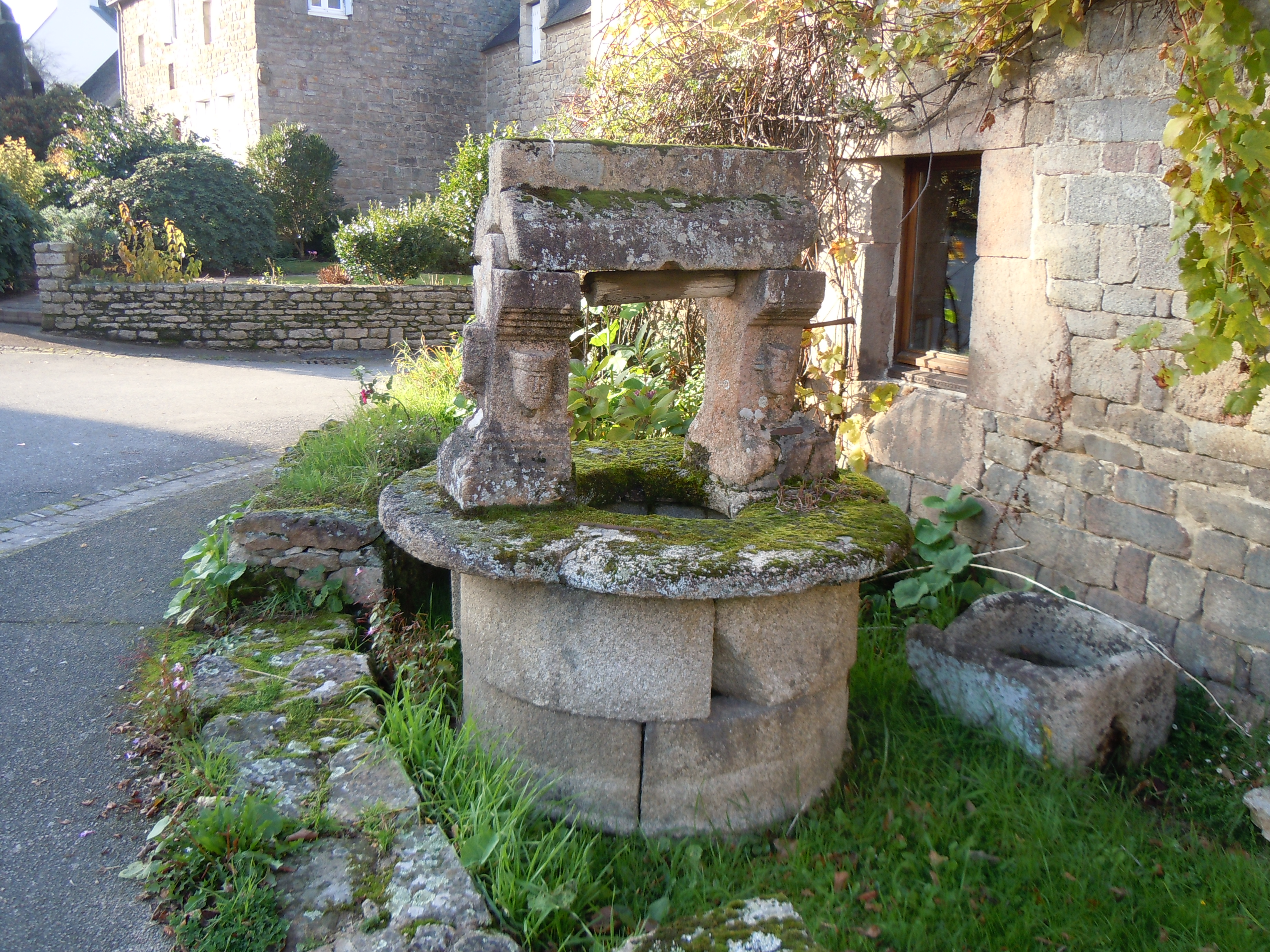
le puits à montants sculptés
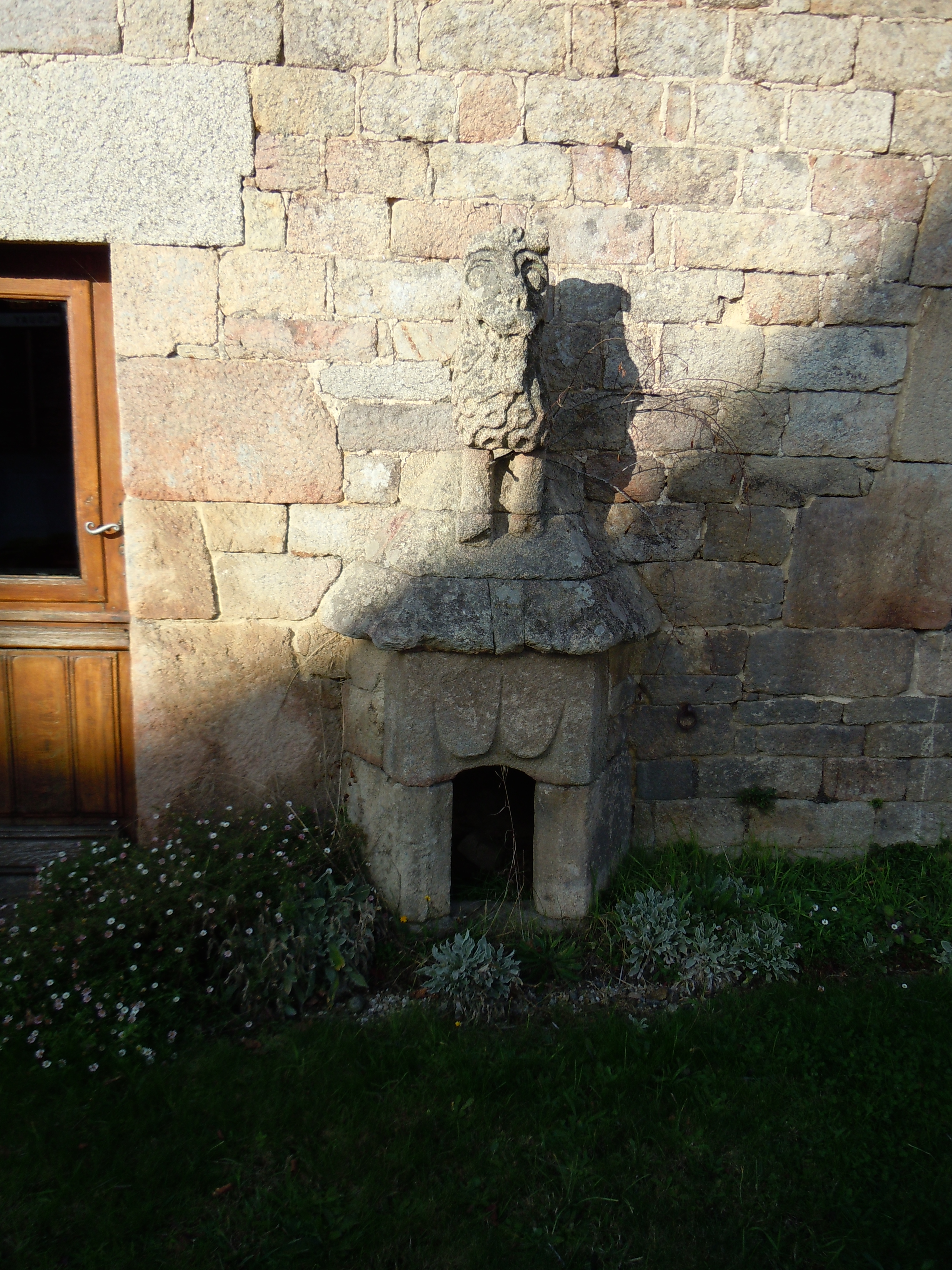
la niche à lion